# South of Heaven
South of Heaven (dt. ‚Südlich des Himmels‘) ist das vierte Album der kalifornischen Thrash-Metal-Band Slayer. Es unterscheidet sich von seinem Vorgänger Reign in Blood, da die Lieder nicht mehr ganz so schnell und hart sind wie die des Vorgängers. Einige Kritiker lobten das Album dafür, dass es den Willen Slayers demonstriere, sich musikalisch weiterzuentwickeln, anstatt sich zu wiederholen. In dem Lied Spill the Blood sind des Weiteren zum ersten Mal unverzerrte Gitarren zu hören. Das Album erschien 1988 bei Def Jam Records und wurde von Rick Rubin produziert.

## Titelliste
1. South of Heaven – 4:58 (Musik: Hanneman / Text: Araya)
2. Silent Scream – 3:07 (Musik: Hanneman, King / Text: Araya)
3. Live Undead – 3:50 (Musik: Hanneman / Text: Araya, King)
4. Behind the Crooked Cross – 3:15 (Musik: King / Text: Hanneman)
5. Mandatory Suicide – 4:05 (Musik: Hanneman, King / Text: Araya)
6. Ghosts of War – 3:53 (Musik: Hanneman, King / Text: King)
7. Read Between the Lies – 3:20 (Musik: Hanneman / Text: Araya, King)
8. Cleanse the Soul – 3:02 (Musik: Hanneman / Text: Araya, King)
9. Dissident Aggressor – 2:35 (Musik: Downing, Tipton / Text: Halford)
10. Spill the Blood – 4:48 (Musik / Text: Hanneman)

## Songinformationen

### South of Heaven
South of Heaven beginnt relativ ruhig mit einem gesprochenen Text. Die Geschwindigkeit und die Lautstärke steigen danach langsam. Zunächst wird das jüngste Gericht beschrieben ("Judgment day, the second coming arrives" zu deutsch ‚Tag des Urteils, die Wiederkunft naht‘).
Im weiteren Verlauf wird eine sündhafte, verdammte Existenz beschrieben ("Ingrate souls condemned for all eternity" zu deutsch ‚Undankbare Seelen, für immer verdammt‘), wobei es sich um die Hölle oder das Leben in einer moralisch degenerierten Gesellschaft handeln könnte ("Bastard sons begat your cunting daughters" in etwa ‚Bastardsöhne schwängerten eure Hurentöchter‘).
Diese Umstände werden durch den Gebrauch von Schimpfwörtern und durch
negative Bewertungen („Chaos rampant, an age of distrust“ zu deutsch ‚Zügelloses Chaos, ein Zeitalter des Misstrauens‘) kritisiert, sowie zynisch angefeuert ("On and on, south of heaven!" zu deutsch ‚Weiter und weiter, südwärts des Himmels!‘)

### Silent Scream
In Silent Scream wird der Tod bzw. die Opferung eines Kindes dargestellt. Das Kind wurde scheinbar getötet, weil es unerwünscht ist. Die Szenerie stellt einen Schwangerschaftsabbruch dar, wie in der Textstelle „Sacrifice the unborn“ unverkennbar geäußert wird. Die Textstelle „A soul that will never rest“ lässt eine Assoziation ins Mittelalter zu. Damals dachten die Menschen, dass ein Kind, welches stirbt, nicht in den Himmel, sondern ins Fegefeuer kommt. Das könnte die Textstelle meinen, da die Seele des Kindes niemals Ruhe im Fegefeuer findet und nicht in den Himmel kommen kann. Das Lied wurde 1996 von Vader für ihr Tributalbum Future of the Past und 2001 von Children of Bodom für ihr Album Hate Crew Deathroll gecovert.

### Live Undead
Live Undead erzählt von einer Figur, die kurz vor ihrem Tod steht.

### Behind the Crooked Cross
Das Lied Behind the Crooked Cross (zu Deutsch im übertragenen Sinne ‚Hinter dem Hakenkreuz‘) handelt von einem Soldaten auf dem Schlachtfeld. Dieser handelt nur in blindem Gehorsam und ohne Gewissen, ein Wort, das er vergessen hat („Conscience a word I learned to forget“).

### Mandatory Suicide
In Mandatory Suicide wird eine blutige Schlacht beschrieben. Der Protagonist des Lieds ist an der Front, dies ist er jedoch nicht freiwillig, sondern wie der Titel Mandatory Suicide (zu Deutsch ‚Obligatorischer/Befohlener Suizid‘) sagt, wurde er dazu gezwungen. Sein Einsatz ist, aufgrund seiner Schwierigkeit, einem Suizid gleichzusetzen, daher kommt der Titel.

### Ghosts of War
Ghosts of War berichtet von den Geistern des Krieges, die sich rächen wollen, nachdem sie aus ihrem Schlaf des Todes erwacht sind.

### Read Between the Lies
Read between the Lies handelt von Fernsehpredigern, die versprechen, dass die Zuschauer das Seelenheil erlangen, wenn sie ihm Spenden schicken. Das Lied hinterfragt diese zwielichtigen Praktiken und berichtet von älteren Menschen, die aus Naivität ihr Geld spenden, jedoch keine Gegenleistung erhalten.

### Cleanse the Soul
In Cleanse the Soul geht es um eine Person, die jemanden geopfert hat und es jetzt genießt, über der Leiche zu stehen.

### Dissident Aggressor
Dissident Aggressor ist ein Judas-Priest-Cover von deren Album Sin After Sin.

### Spill the Blood
In Spill the Blood spricht ein auktorialer Erzähler den Hörer an. Er suggeriert ihm, dass er sein Blut vergießen soll. Der Erzähler ist der Teufel, er will, dass der Angesprochene sich umbringt und durch diese Sünde seine Seele an den Teufel verliert.

## Rezeption
Im Magazin Rock Hard schrieb Frank Trojan damals, nach Reign in Blood könnten Slayer nur verlieren, und so sei es „im Endeffekt“ auch. Das gedrosselte Tempo und das Mehr an Melodie nannte er „lobenswert“, ebenso gefiel ihm der Gitarrenklang. Trojan wies auf die „kontroversen Texte“ hin, die auf der „Gewaltschiene“ lägen. Insgesamt bliebe ein „fader Beigeschmack“. 8,5 von zehn Punkten wurden vergeben. Alex Henderson von allmusic nannte besonders die „Bestimmtheit“ der Band, die das Album so „verstörend und kraftvoll“ mache. Insbesondere Stücke wie Spill the Blood, Mandatory Suicide und Ghosts of War bezeichnete er als „beängstigend überzeugungskräftig“. Er vergab vier von fünf Sternen.
Die Lieder Behind the Crooked Cross und South of Heaven sind auch Teil der von Robert Prince komponierten Hintergrundmusik für den Ego-Shooter Doom beziehungsweise den Nachfolger Doom 2: Hell on Earth. Aufgrund technischer Einschränkungen sind die Stücke ohne Gesang und nur als MIDI-Sequenzen zu hören.

## Live
Zwei Lieder des Albums (South of Heaven und Mandatory Suicide) haben einen festen Platz in den Live-Sets der Band. Beispiele hierfür findet man auf den Setlisten der Live-DVDs War at the Warfield und Still Reigning, der Live-EP Live Intrusion und des Live-Doppelalbums Decade of Aggression.